# Melaenosia pustulifera
Melaenosia pustulifera är en spindelart som beskrevs av Simon 1906. Melaenosia pustulifera ingår i släktet Melaenosia och familjen kaparspindlar. Inga underarter finns listade i Catalogue of Life.